# Something for the Birds
Something for the Birds is een Amerikaanse filmkomedie uit 1952 onder regie van Robert Wise. Destijds werd de film in Nederland uitgebracht onder de titel Rare vogels.

## Verhaal
De vogelkundige Anne Richards gaat naar Washington om er te ijveren voor het behoud van de zeldzame Californische condor. Het laatste vogelreservaat van de condor wordt bedreigd door de olie-industrie. Met behulp van de notoire feestganger Johnnie Adams tracht ze de politiek te overtuigen van haar zaak.

## Rolverdeling
| Acteur           | Personage          |
| ---------------- | ------------------ |
| Victor Mature    | Steve Bennett      |
| Patricia Neal    | Anne Richards      |
| Edmund Gwenn     | Johnnie Adams      |
| Larry Keating    | Roy Patterson      |
| Gladys Hurlbut   | Della Rice         |
| Hugh Sanders     | Jim Grady          |
| Christian Rub    | Leo Fischer        |
| Wilton Graff     | Taylor             |
| Archer MacDonald | T. Courtney Lemmer |
| Richard Garrick  | Chandler           |
| Ian Wolfe        | Foster             |
| Russell Gaige    | Winthrop           |
| John Brown       | Mijnheer Lund      |
| Camillo Guercio  | Duncan             |
| Joan Miller      | Mac                |